# O révolutions
 (février 2017).
Si vous disposez d'ouvrages ou d'articles de référence ou si vous connaissez des sites web de qualité traitant du thème abordé ici, merci de compléter l'article en donnant les références utiles à sa vérifiabilité et en les liant à la section « Notes et références ».
O révolutions (titre original : Only Revolutions) est un roman écrit par l'auteur américain Mark Z. Danielewski. Il est paru aux États-Unis en 2006 et sa version française est publiée en 2007 par les éditions Denoël.

## Contenu
Le livre retrace l'histoire de Sam et Hailey, éternellement âgés de seize ans, à travers deux fois cent ans d'histoire américaine et mondiale, la première partie commençant en 1863 avec la guerre de Sécession, la seconde en 1963 avec le meurtre de John Fitzgerald Kennedy.
Il peut se lire en commençant d'un côté comme de l'autre, une fois depuis la perspective de Sam, une fois depuis celle d'Hailey, l'autre partie étant a chaque fois présente en dessous et à l'envers.

## Particularités
Dans l'histoire de Hailey, les lettres « O » et le chiffre « 0 » sont en jaune (or). Dans la partie de Sam, ils sont verts. La date dans la marge est en violet.